# Национальный музей женского искусства
Национальный музей женского искусства (англ. National Museum of Women in the Arts, сокр. NMWA) — художественный музей в столице США Вашингтоне; является единственным в мире музеем, в котором экспонируются произведения искусства, созданные исключительно женщинами.

## История
Музей был основан в 1981 году Вильгельминой Коул Холладей (англ. Wilhelmina Cole Holladay). Был открыт в 1987 году, представив коллекцию из более чем 4500 картин, скульптур, работ декоративно-прикладного искусства. Музей занимает старинный Масонский храм — здание, присутствующее в Национальном регистре исторических мест США.
Основательница музея и её муж Уоллес Холладей начали собирать произведения искусства в 1960-е годы. Собрав значительное число произведений искусства, они в конце концов приняли решение о создании музея и исследовательского центра.

## Деятельность
Первым директором музея была Анне-Имельда Радиче (1983—1989). В настоящее время директором музея является Сусанна Стерлинг (англ. Susan Fisher Sterling), в её подчинении находятся 30 сотрудников.
Музей открыт для посетителей в понедельник-субботу — с 10:00 до 17:00, по воскресеньям — с 12:00 до 17:00. Вход платный, стоимость билета — 10 долларов для взрослых, 8 долларов — для студентов и посетителей старше 65 лет. Бесплатный вход — для посетителей младше 18 лет. В первое воскресенье каждого месяца вход бесплатный для всех посетителей.
- Некоторые картины музея
- Лавиния Фонтана,
 «Женщина с собачкой»
- Ангелика Кауфман,
 «Семья графа Говера»
- Клара Петерс,
 «Натюрморт с рыбой и кошкой»
- Ева Гонсалес,
 «Женщина в белом»